# Martiņš Jeske
Martiņš Jeske, latvijski general, * 1883, † 1941.